# HV Hurry-Up
 (avril 2013).
Si vous disposez d'ouvrages ou d'articles de référence ou si vous connaissez des sites web de qualité traitant du thème abordé ici, merci de compléter l'article en donnant les références utiles à sa vérifiabilité et en les liant à la section « Notes et références ».
Maillots
Le JMS Hurry-Up Zwartemeer est un club de handball situé à Emmen, plus précisément dans le village de Zwartemeer. Le club possède une équipe masculine jouant en AFAB Eredivisie.